# 惟宗直本
惟宗 直本（これむね の なおもと）は、平安時代前期の官人・明法家。氏姓は秦公のち惟宗朝臣。惟宗直宗の弟。

## 経歴
陽成朝の元慶元年（877年）兄・惟宗直宗とともに讃岐国香川郡から左京六条に移貫する（当時の官位は正七位上・弾正少忠）。元慶7年（883年）直宗を始めとして直本自身を含む同族19人が、それまでの秦公姓から惟宗朝臣姓を賜与され改姓した（この時の官位は正六位上・右衛門少志）。
光孝朝の仁和2年（886年）右衛門少尉から大尉に昇格する。寛平4-5年（892年-893年）頃に検非違使別当・藤原時平からの諮問を受けて、検非違使兼右衛門大尉として『検非違使私記』2巻を撰述。醍醐朝にて勘解由次官・主計頭を歴任し、明法博士も兼帯している。

## 人物
明法道の権威として、自邸で律令を講ずべき旨の宣旨を受けた。これは、かつて文徳天皇から律令の宗師と称えられた讃岐永直が、その晩年に自邸で律令を講じた先例を襲ったものとされる。
著作に『令集解』50巻と『律集解』30巻があり、『二中歴』には十大法律家の一人としてあげられている。

## 官歴
注記のないものは『日本三代実録』による。
- 時期不詳：正七位上。弾正少忠
- 元慶元年（877年） 12月25日：讃岐国香川郡から左京六条に移貫
- 時期不詳：正六位上。右衛門少志
- 元慶7年（883年） 12月25日：秦公から惟宗朝臣に改姓
- 時期不詳：右衛門少尉
- 仁和2年（886年） 2月：右衛門大尉[4]
- 延喜2年（902年） 8月12日：見勘解由次官[5]
- 延喜4年（904年） 3月9日：見主計頭[6]
- 延喜7年（907年） 6月10日：見兼明法博士[7]